# カルバラ第5号作戦
カルバラ第5号作戦（カルバラだいごごうさくせん）は、イラン・イラク戦争中、ヴァル・ファジュル作戦に変わる新しい作戦名である。由来はシーア派の聖地であるカルバラーである。要衝バスラ市の占領を狙ったイラン軍による決戦である。

## 概要
イラン軍は1986年末の決戦を企図したカルバラ第4号作戦を実施したが、攻撃はわずか2日間で頓挫する結果に終わった。しかし、再度バスラを目指すため次期作戦を速やかに開始した。前作戦で既にシャッタルアラブ川の中州群の4島の内3島を占領済みであり、側方からの攻撃に曝されず満を持して魚の湖に陣取るイラク軍に攻撃を仕掛けることとなる。

## 攻撃
1987年1月8日深夜、イラン軍は、国軍と革命防衛隊計150,000人を動員してバスラ東方国境の村シャラムチェ地区から攻撃を開始。今回は少数ながら戦車を伴い、僅かではあったがAH-1 コブラによる航空支援もあった。依然として軽歩兵主体であったが迫撃砲やロケット砲の火力支援を受けつつ塹壕を掘りながら少しずつ前進した。また、モトクロスを装備した部隊も投入し、小規模ながらもヘリボーンも実施された。
1月10日、イラク軍は猛烈な砲爆撃を実施。空軍はエスファハーンやアーバーダーンにも空爆を実施した。イラン軍は、イラク軍第11師団展開区を確保、救援に向かった第3機甲師団の4個大隊も撃破に成功した。さらに4個旅団を撃破しトフィヤ将軍ほか8名の高級・中堅将校が戦死し、第506旅団長バイヤット准将は捕虜になった。
1月13日、中部戦線においてもカルバラ第6号作戦が開始された。
1月19日、シャッタルアラブ川の中州群を完全に占領した。魚の湖での戦闘は激しさが増し5線で構成されたイラク軍陣地も侵食されるようになった。
1月22日、ジャシム運河の渡河に成功し、一部部隊は最後の第5陣地線を突破した。
1月24日、遂に最後まで魚の湖東岸陣地にて抵抗していたイラク軍第11旅団を壊滅させ、陣地占領した。1日あたり延べ60万人を動員し、ヘリコプター部隊の活躍が従来のイラン軍に比して目覚しかった。
1月28日、イラク軍は共和国防衛隊を投入して反撃に転じ、魚の湖沿いの突出部にいたイラン軍を撃破した。これで完全にイラン軍の進撃は止められた。
2月26日、イラン国営通信はカルバラ第5号作戦が終了したことを伝えた。

## その後
本作戦により、革命防衛隊の3〜4個師団が5割以上の損害を出して壊滅し、結局はイラン軍は戦力を集中させることなく漫然と狂信的波状攻撃に終始した。これがため効果的な攻撃が持続せず徒に損害を増やすだけであった。既に、国防予算も160億ドル（当時のイラン国家予算の三分の一）に達し、本作戦だけでも10億ドルが消費されたとされる。当時のイランの資産は手持ちの外貨が20〜30億ドル、金が20億ドル分、外国預金が51億ドルあるとされ、経済的にも最早大規模攻勢を実行できるだけの力を失いつつあった。さらに人的資源も相当な損害にのぼり、これまでの通算しての戦死者が18〜25万人（推定）に達し、多くの有能な部隊指揮官を失っていた。